# Сезон ФК «Чорноморець» (Одеса) 2017—2018
Сезон ФК «Чорноморець» (Одеса) 2017–2018 — 27-й сезон одеського футбольного клубу «Чорноморець» у чемпіонатах / кубках України, та ювілейний 80-й сезон в історії клубу.

## Клуб
|  |  |

В цьому сезоні «Чорноморець» встановив новий клубний «рекорд» — протягом сезону на посаді головного тренера перебували п'ять різних фахівців: Олександр Бабич, Олександр Грановський, Олексій Чистяков, Олег Дулуб i Костянтин Фролов. 
В кінці грудня 2017 року клуб поміняв організаційно-правову форму.
5 лютого 2018 року ЗМІ повідомили, що одеська команда вибрала клубний слоган — "З «Чорноморцем» б'ється серце Одеси!".

## Екіпірування та спонсори
12 липня 2017 року новим генеральним спонсором футбольного клубу «Чорноморець» стала одеська будівельна компанія "Гефест".
18 жовтня 2017 року «моряки» презентували нові комплекти виїзної форми.
| 1-й зразок | 2-й зразок |

## Склад
По закінченні сезону 2016/17 команду залишили Давид Хочолава, Гіоргі Гадрані, Дмитро Коркішко, Артур Карноза та Владислав Кабаєв. По закінченні оренди команду залишили Еліас, Олег Данченко та Олександр Андрієвський. Перед початком чемпіонату України 2017/18 "моряками" стали Денис Балан, Іван Бобко, Євген Зубейко, Віталій Каверін, Ренат Мочуляк, Артем Рахманов, Олексій Антонов, Сергій Політило. 28 липня 2017 року «Чорноморець» підписав захисника Артура Новотрясова. 13 серпня 2017 року стало відомо що Денис Васін, який вже грав за «Чорноморець» (2008—2012, 2015) як нападник, знову підписав контракт із одеською командою. 18 серпня 2017 року гравцем одеського «Чорноморця» став хорватський захисник Івіца Жунич. 5 вересня 2017 року керівництво клубу повідомило що команду залишають Денис Балан, Іван Бобко, Євген Мурашов, Артур Новотрясов, Денис Норенков, та Артем Рахманов. 8 вересня 2017 року гравцями «Чорноморця» стали білоруський воротар Олександр Гутор, французький захисник Мамаду Ваг, півзахисники Алассан Н'Діайє (Франція) та Фуссені Бамба (Гвінея). 12 жовтня 2017 року «Чорноморець» посилився голкіпером Андрієм Федоренко.
12 грудня 2017 року стало відомо що білоруський голкіпер «Чорноморця» Олександр Гутор покинув команду. Того ж дня ЗМІ повідомили, що нападник «Чорноморця» Володимир Барилко завершив кар'єру через травми. 20 грудня 2017 року стало відомо, що одеська команда припинила співпрацю із захисником Олександром Каплієнко. 24 грудня 2017 року ЗМІ повідомили що півзахисник Алассан Н'Діайє більше не є гравцем одеського клубу.
10 січня 2018 року стало відомо що Денис Васін покинув «Чорноморець». 11 січня 2018 року «Чорноморець» оголосив, що команду покинули Каверін і Федоренко. 12 січня 2018 року ЗМІ повідомили, що Олексій Хобленко поповнить польський «Лех», куди він перейшов на правах оренди до кінця сезону 2017/18 з правом викупу. 17 січня 2018 року одеський клуб залишив півзахисник Сергій Політило. 5 лютого 2018 року ЗМІ повідомили, що ФК «Чорноморець» уклав контракти з чотирма футболістами. Угоди з одеським клубом підписали голкіпер Андрій Новак, Іван Бобко, Юрій Романюк і Артем Чорній. Бобко вже грав у цьому сезони у складі «моряків», але залишив команду після того як головним тренером став Олег Дулуб. 6 лютого 2018 року «Чорноморець» оголосив, що уклав контрактні угоди ще з двома футболістами — бразильськими форвардами Гуті і Сілвіо, який вже виступав в одеській команді в сезоні 2016-2017. 12 лютого 2018 року стало відомо що «моряки» підписали захисника Миколу Іщенко. 16 лютого 2018 року за обопільною згодою сторін було розірвано контракт між ФК «Чорноморець» і нападником Олексієм Антоновим. 2 березня 2018 року «моряки» оголосили, що гравцем команди став нападник Іван Матяж. 28 березня 2018 року ЗМІ повідомили що «Чорноморець» вніс в командну заявку Олександра Гладкого.

## Хронологія сезону

### Липень2017
- 18 липня 2017 р. У грі 1-го туру чемпіонату України 2017/18 «Чорноморець» програв у Києві з рахунком 1:2 місцевому «Динамо», незважаючи на те що відкрив рахунок у матчі[37]. Гра відбулась без глядачів[38].
- 22 липня 2017 р. «Моряки» вперше у сезоні грали на рідному стадіоні, та поступилися з рахунком 0:1 «Сталі» з Кам'янського у грі 2-го туру чемпіонату України[39].
- 30 липня 2017 р. У грі 3-го туру національної першості «Чорноморець» програв у Маріуполі однойменному місцевому клубу з великим рахунком 0:3[40][41].

### Серпень2017
- 6 серпня 2017 р. Матч 4-го туру чемпіонату України між «Чорноморцем» та клубом «Олександрія» закінчився внічию - 2:2, незважаючи на те що «моряки» вели в рахунку 2:0[42][43].
- 8 серпня 2017 р. Керівництво клубу припинило співпрацю зі старшим тренером команд U-21/U-19 Геннадієм Ніжегородовим, та з тренером складу U-19 Олександром Спіциним[44]. Були оголошени імена нових тренерів. Молодіжний склад (U-21) очолив Олексій Чистяков, юнацький склад (U-19) очолив Олександр Горобець[45].
- 13 серпня 2017 р. «Моряки» грали матч 5-го туру чемпіонату України у Києві[46] проти донецького «Олімпіка», та програли з рахунком 0:1[47][48].
- 19 серпня 2017 р. Матч 6-го туру чемпіонату України «Чорноморець» програв в Одесі клубу «Верес» з міста Рівне - 0:1[49][50].
- 22 серпня 2017 р. Олександр Бабич пішов з посади головного тренера команди. Олександр Грановський був призначений виконувачем обов'язків головного тренера «Чорноморця»[1].
- 27 серпня 2017 р. Матч 7-го туру чемпіонату України «Чорноморець» програв у Запоріжжі[51] клубу «Зоря» (Луганськ) з рахунком 0:5[52].
- 30 серпня 2017 р. Олексій Чистяков був призначений виконувачем обов'язків головного тренера «Чорноморця»[53].

### Вересень2017
- 4 вересня 2017 р. «Чорноморець» оголосив, що призначив Олега Дулуба головним тренером команди[54].
- 10 вересня 2017 р. У грі 8-го туру чемпіонату України «Чорноморець» здобув першу перемогу у сезоні, вигравши у Кропивницькому у місцевої «Зірки» з рахунком 1:0[55].
- 17 вересня 2017 р. Вдома у грі 9-го туру першості України «моряки» зіграли внічию (0:0) з донецьким «Шахтарем»[56]. Воротар «Чорноморця» Олександр Гутор був визнан найкращим гравцем 9-го туру чемпіонату УПЛ[57].
- 24 вересня 2017 р. У грі 10-го туру чемпіонату України «моряки» зіграли у Львові внічию (1:1) з місцевими «Карпатами»[58].

### Жовтень2017
- 1 жовтня 2017 р. «Чорноморець» в Одесі програв «Ворсклі» з великим рахунком (0:3) у грі 11-го туру чемпіонату України[59].
- 3 жовтня 2017 р. Голкіпер «Чорноморця» Олександр Гутор визнаний найкращим гравцем УПЛ у вересні 2017 року[60].
- 9 жовтня 2017 р. Асистент головного тренера Олександр Грановський покинув «Чорноморець»[61].
- 15 жовтня 2017 р. «Моряки» вдома з рахунком 2:1 перемогли київське «Динамо» у грі 12-го туру першості України[62]. Це була перша перемога одеської команди у цьому сезоні, граючи на рідному стадіоні.
- 17 жовтня 2017 р. Головний тренер «Чорноморця» Олег Дулуб визнаний найкращим тренером 12-го туру чемпіонату УПЛ[63].
- 22 жовтня 2017 р. У грі 13-го туру чемпіонату України «Чорноморець» в Києві[64] зіграв внічию (1:1) проти «Сталі» з Кам'янського[65].
- 25 жовтня 2017 р. Одеська команда програла в серії пенальті (0:0, пен. 7-8) гру 1/8 фіналу Кубка України 2017/18 проти команди «Дніпро-1»[66].
- 30 жовтня 2017 р. У грі 14-го туру національної першості «Чорноморець» вдома зіграв внічию (0:0) проти ФК «Маріуполь»[67].

### Листопад2017
- 4 листопада 2017 р. Матч 15-го туру чемпіонату України «моряки» зіграли внічию (0:0) в Олександрії проти однойменного клубу[68].
- 9 листопада 2017 р. Костянтин Фролов став головним тренером молодіжної команди «Чорноморця» (U-21). Попередній тренер дубля одеситів Олексій Чистяков перейшов в основну команду на посаду помічника Олега Дулуба[69].
- 19 листопада 2017 р. Після трьох поспіль нічийних матчів «моряки» вдома з рахунком 2:1 перемогли донецький «Олімпік» у грі 16-го туру першості України[70].
- 26 листопада 2017 р. П'ятиматчева безпоразкова серія «Чорноморця» була зупинена рівенським «Вересом» у грі 17-го туру чемпіонату України. Матч який проходив у Львові[71] одеська команда програла з рахунком 1:3[72].

### Грудень2017
- 2 грудня 2017 р. У грі 18-го туру національної першості «моряки» вдома зіграли внічию (1:1) проти луганської «Зорі»[73].
- 9 грудня 2017 р. Другу поспіль гру вдома «Чорноморець» закінчив внічию (3:3), зігравши у матчі 19-го туру чемпіонату України проти «Зірки» з Кропивницького[74]. Своїм першим гольовим дублем у складі «моряків» відзначився нападник Олексій Хобленко.
- 23 грудня 2017 р. Новим головним тренером «моряків» став Костянтин Фролов[3]. Він змінив Олега Дулуба, який 22 грудня припинив співпрацю з клубом[2].

### Лютий2018
- 16 лютого 2018 р. «Чорноморець» невдало розпочав 2018 рік, програвши в Харкові[75] матч 20-го туру чемпіонату України клубу «Шахтар» (Донецьк) з великим рахунком 0:5[76].
- 24 лютого 2018 р. У грі 21-го туру національної першості «моряки» вдома зіграли внічию (0:0) проти львівських «Карпат»[77]. Це було першо очко здобуте одеською командою в офіційних матчах під керівництвом Костянтина Фролова.

### Березень2018
- 3 березня 2018 р. «Чорноморець» програв в Полтаві місцевій «Ворсклі» з рахунком 1:2 матч 22-го туру чемпіонату України[78]. Це була заключна гра першого етапу чемпіонату який одеська команда закінчила на 11-му місці. Таким чином на другому етапі першості «моряки» боротимуться за місця з 7 по 12, та за право залишитися в прем'єр-лізі у наступному сезоні.
- 10 березня 2018 р. «Чорноморець» розпочав другий етап чемпіонату України гостевою грою 23-го туру проти клубу «Олександрія». Матч закінчився з рахунком 0:0[79].
- 17 березня 2018 р. Матч 24-го туру національної першості «Чорноморець» програв в Одесі клубу «Сталь» (Кам'янське) - 0:1[80].
- 31 березня 2018 р. «Чорноморець» програв у Львові місцевим «Карпатам» з рахунком 1:3 матч 25-го туру чемпіонату України[81].

### Квітень2018
- 7 квітня 2018 р. «Чорноморець» виграв вдома з рахунком 3:1 матч 26-го туру національної першості проти донецького «Олімпіка»[82]. Перша за майже п’ять місяців перемога команди стала першою під керівництвом Костянтина Фролова. Гольовий дубль у своєму першому офіційному матчі у складі «моряків» зробив нападник Олександр Гладкий. Інший форвард «Чорноморця» Іван Матяж, який на 60-й хвилині зустрічі змінив Гладкого, також забив свій перший гол у складі одеської команди[83].
- 15 квітня 2018 р. Матч 27-го туру чемпіонату України «моряки» програли в місті Кропивницький місцевому клубу «Зірка» з рахунком 1:2[84]. Свій перший гол у складі «Чорноморця» забив Артем Чорній.
- 21 квітня 2018 р. «Чорноморець» програв вдома клубу «Олександрія» з рахунком 1:3 матч 28-го туру чемпіонату України[85].
- 28 квітня 2018 р. У матчі 29-го туру чемпіонату України «моряки» здобули в Києві[64] вольову перемогу над «Сталлю» (Кам'янське) з рахунком 2:1, хоча програвали по ходу зустрічі[86]. Це була перша виїзна перемога команда в офіційних матчах сезону.
- 30 квітня 2018 р. Головний тренер «Чорноморця» Костянтин Фролов визнаний найкращим тренером 29-го туру чемпіонату УПЛ[87].

### Травень2018
- 5 травня 2018 р. «Чорноморець» зіграв вдома вничію (1:1) матч 30-го туру національної першості проти львівських «Карпат»[88].
- 12 травня 2018 р. «Моряки» грали в Києві[46] матч 31-го туру чемпіонату України із донецьким «Олімпіком» та поступилися з рахунком 0:1[89].
- 19 травня 2018 р. «Чорноморець» виграв вдома з рахунком 1:0 матч 32-го туру національної першості проти «Зірки» з Кропивницького[90]. Таким чином «моряки» уникнули прямого вильоту з прем'єр-лізі, і зіграють в матчах плей-офф за право залишитися в УПЛ наступного сезону[91].
- 23 травня 2018 р. B першому перехідному матчі за місце в УПЛ «моряки» вдома перемогли ФК «Полтава» з рахунком 1:0[92].
- 27 травня 2018 р. «Чорноморець» програв відповідну гру в Полтаві місцевому клубу з рахунком 0:3 (дч), i таким чином повинен залишити прем'єр-лігу в наступному сезоні.

## Чемпіонат України
Докладніше: Чемпіонат України з футболу 2017—2018: Прем'єр-ліга

### Матчі[93]

#### Перший етап
Перше коло
| 1 тур 18.07.2017 / вівторок | «Динамо» (Київ)                    | 2 : 1               | «Чорноморець» (Одеса)                                 | Україна, Київ                                           |  |
| 19:00 EET (UTC+3) +25°С | Шепелєв 22' Ярмоленко 42' Віда 60' | протокол звіт відео | Хобленко 13' Каплієнко 60' Каплієнко 73' Ковалець 83' | Стадіон: «Динамо» Глядачі: 0 Суддя: Юрій Грисьо (Львів) |  |
| «Динамо»: Коваль - Морозюк, Хачеріді, Кадар, Віда, Ярмоленко , Сидорчук, Шепелєв 75' (Корзун ), Гонсалес, Гармаш 69' (Циганков ), Мбокані 80' (Кравець ) Залишилися в запасі: Рудько, Пантіч, Гусєв, Буяльский Тренер: Олександр Хацкевич «Чорноморець»: Безрук - Зубейко, Рахманов, Азацький, Каплієнко, Ковалець , Бобко 46' (Політило ), Мусолітін 66' (Антонов ), Третьяков, Татарков 63' (Каверін ), Хобленко Залишилися в запасі: Смородін, Машнін, Норенков, Балан Тренер: Олександр Бабич |                                    |                     |                                                       |                                                         |  |

| 2 тур 22.07.2017 / субота | «Чорноморець» (Одеса)                               | 0 : 1               | «Сталь» (Кам'янське)                                          | Україна, Одеса                                                     |  |
| 17:00 EET (UTC+3) +33°С | Мусолітін 16' Політило 20' Ковалець 58' Антонов 87' | протокол звіт відео | Данієлян 67' Пеньков 68' Кузик 74' Г. Малак'ян 81' Якимів 86' | Стадіон: «Чорноморець» Глядачі: 4 765 Суддя: Сергій Березка (Київ) |  |
| «Чорноморець»: Безрук - Зубейко, Азацький, Рахманов, Норенков, Ковалець 73' (Серденюк ), Політило, Мусолітін 58' (Антонов ), Машнін 46' (Каверін ), Третьяков, Хобленко Залишилися в запасі: Смородін, Татарков, Сілвіо, Балан Тренер: Олександр Бабич «Сталь»: Пеньков - Тимчик, Данієлян, Грачов, Михайличенко, Месхі 67' (Якимів ), Г. Малак'ян, Е. Малак'ян 88' (Костенко ), Кузик, Мисик, Щебетун 55' (Книш ) Залишилися в запасі: Рябенко, Мицик, Павлюк, Копитов Тренер: Єгіше Мелікян (в.о.) |                                                     |                     |                                                               |                                                                    |  |

| 3 тур 30.07.2017 / неділя | «Маріуполь»                                            | 3 : 0               | «Чорноморець» (Одеса) | Україна, Маріуполь                                                   |  |
| 17:00 EET (UTC+3) +25°С | Вакуленко 33' (пен.) Фомін 53' Вакуленко 55' Фомін 59' | протокол звіт відео | Рахманов 52'          | Стадіон: «Іллічівець» Глядачі: 8 750 Суддя: Дмитро Кутаков (Бровари) |  |
| «Маріуполь»: Худжамов - Фомін 83' (Рудика ), Вакуленко, Болбат 54' (Кожанов ), Кирюханцев, Яворський, Чурко, Мишньов, Кольцов, Кісіль 67' (Білий ), Неплях Залишилися в запасі: Гальчук, Тищенко, Віценець, Гоміс Тренер: Олександр Севідов «Чорноморець»: Безрук - Каплієнко, Рахманов, Політило, Балан, Татарков 46' (Третьяков ), Новотрясов, Каверін 67' (Машнін ), Хобленко, Бобко 56' (Мусолітін ), Ковалець Залишилися в запасі: Смородін, Норенков, Зубейко, Антонов Тренер: Олександр Бабич |                                                        |                     |                       |                                                                      |  |

| 4 тур 06.08.2017 / неділя | «Чорноморець» (Одеса)                                                                       | 2 : 2               | «Олександрія»                                                                                                | Україна, Одеса                                                        |  |
| 17:00 EET (UTC+3) +36°С | Третьяков 26' Хобленко 48' Третьяков 62' Каверін 67' Третьяков 70' Рахманов 74' Бобко 90+1' | протокол звіт відео | Козак 19' Пашаєв 26' Басов 31' Чорній 33' Чорній 45' Цуріков 57' Бондаренко 75' Грицук 80' (пен.) Сітало 87' | Стадіон: «Чорноморець» Глядачі: 5 154 Суддя: Віталій Романов (Дніпро) |  |
| «Чорноморець»: Безрук - Рахманов, Політило, Третьяков, Антонов 77' (Бобко ), Зубейко, Балан, Машнін 46' (Хобленко ), Новотрясов, Мусолітін 56' (Каверін ), Ковалець Залишилися в запасі: Смородін, Сілвіо, Норенков, Каплієнко Тренер: Олександр Бабич «Олександрія»: Леванідов - Басов , Козак 45+5' (Цуріков ), Банада, Бацула 73' (Грицук ), Пашаєв, Чорній, Пономар, Куліш 46' (Сітало ), Каленчук, Бондаренко Залишилися в запасі: Паньків, Чеботаєв, Запорожан, Гітченко Тренер: Володимир Шаран |                                                                                             |                     | |                                                                       |  |

| 5 тур 13.08.2017 / неділя | «Олімпік» (Донецьк)                  | 1 : 0               | «Чорноморець» (Одеса)                             | Україна, Київ                                                                        |  |
| 19:30 EET (UTC+3) +32°С | Моха 47' Шестаков 47' Цимбалюк 90+1' | протокол звіт відео | Васін 17' Балан 30' Рахманов 45+1' Новотрясов 72' | Стадіон: «Динамо» ім. В. Лобановського Глядачі: 800 Суддя: Юрій Можаровський (Львів) |  |
| «Олімпік»: Махарадзе - Богданов, Цимбалюк, Гуті 46' (Поступаленко ), Немчанінов, Біленький 65' (Міхальов ), Шестаков, Шабанов, Моха, Сондей 85' (Брікнер ), Кравченко Залишилися в запасі: Кичак, Лук'янчук, Іллой-Айєт, Хомутов Тренер: Роман Санжар «Чорноморець»: Безрук - Рахманов, Політило, Васін, Антонов 77' (Каверін ), Зубейко, Балан, Машнін 46' (Хобленко ), Новотрясов, Мусолітін 67' (Норенков ), Ковалець Залишилися в запасі: Смородін, Бобко, Татарков, Каплієнко Тренер: Олександр Бабич |                                      |                     |                                                   |                                                                                      |  |

| 6 тур 19.08.2017 / субота | «Чорноморець» (Одеса) | 0 : 1               | «Верес» (Рівне)                                 | Україна, Одеса                                                                  |  |
| 19:30 EET (UTC+3) +28°С | Антонов 28' Васін 87' | протокол звіт відео | Федорчук 71' Кобін 74' Карасюк 86' Адамюк 90+2' | Стадіон: «Чорноморець» Глядачі: 4 952 Суддя: Віктор Копієвський (Кропивницький) |  |
| «Чорноморець»: Безрук - Зубейко, Жуніч, Рахманов, Каплієнко, Новотрясов, Політило 67' (Ковалець ), Васін, Машнін 46' (Третьяков ), Антонов 46' (Мусолітін ), Хобленко Залишилися в запасі: Смородін, Татарков, Сілвіо, Балан Тренер: Олександр Бабич «Верес»: Бандура - Адамюк, Борзенко, Іщенко, Сімінін, Карасюк, Федорчук, Кобін 90+5' (Г. Пасіч ), Гринь 46' (Волошанович ), Степанюк, Сергійчук 81' (Є. Пасіч ) Залишилися в запасі: Когут, Капаррос, Кучеров, Морозенко Тренер: Юрій Вірт |                       |                     |                                                 |                                                                                 |  |

| 7 тур 27.08.2017 / неділя | «Зоря» (Луганськ)                                                                                         | 5 : 0               | «Чорноморець» (Одеса)                                        | Україна, Запоріжжя                                                       |  |
| 19:30 EET (UTC+3) +28°С | · Iурi 2' · Iурi 9' · Гречишкін 26' (пен.) · Гордієнко 40' · Iурi 51' (пен.) · Караваєв 81' · Харатін 83' | протокол звіт відео | Мусолітін 15' Васін 22' Жуніч 25' Каплієнко 50' Серденюк 88' | Стадіон: «Славутич-Арена» Глядачі: 2 608 Суддя: Ярослав Козик (Мукачеве) |  |
| «Зоря»: Лунін - Сухоцький, Прийма, Гордієнко, Андрієвський, Луньов, Гречишкін 70' (Харатін ), Громов, Опанасенко 80' (Сваток ), Чечер , Іурі 58' (Караваєв ) Залишилися в запасі: Чуваєв, Калітвінцев, Любеновіч, Бабенко Тренер: Юрій Вернидуб «Чорноморець»: Смородін - Жуніч, Ковалець 46' (Серденюк ), Мусолітін, Хобленко 81' (Каверін ), Новотрясов, Зубейко, Третьяков 46' (Машнін ), Васін , Рахманов, Каплієнко Залишилися в запасі: Безрук, Сілвіо, Норенков, Балан Тренер: Олександр Грановський (в.о.) | |                     |                                                              |                                                                          |  |

| 8 тур 10.09.2017 / неділя | «Зірка» (Кропивницький)        | 0 : 1               | «Чорноморець» (Одеса)                                  | Україна, Кропивницький                                          |  |
| 14:00 EET (UTC+3) +26°С | Драченко 23' Пепе 54' Цюпа 69' | протокол звіт відео | Васін 36' Бамба 44' Хобленко 60' Жуніч 63' Зубейко 87' | Стадіон: «Зірка» Глядачі: 2 454 Суддя: Дмитро Кутаков (Бровари) |  |
| «Зірка»: Паст - Цюпа, Чічіков 84' (Панфілов ), Пепе, Прядун, Загальский, Фатєєв 46' (Бруно ), Ель Амдауі, Драченко , Кастельс Ортега 65' (Арно ), Качараба Залишилися в запасі: Льопка, Маліновський, Фаворов, Ковальов Тренер: Роман Монарьов «Чорноморець»: Гутор - Політило, Васін 86' (Каверін ), Зубейко, Бамба, Татарков, Хобленко 79' (Третьяков ), Ковалець 46' (Мусолітін ), Жуніч, Н'Діайє, Ваг Залишилися в запасі: Смородін, Машнін, Веремєєв, Антонов Тренер: Олег Дулуб |                                |                     |                                                        |                                                                 |  |

| 9 тур 17.09.2017 / неділя | «Чорноморець» (Одеса)                                    | 0 : 0               | «Шахтар» (Донецьк) | Україна, Одеса                                                          |  |
| 19:30 EET (UTC+3) +22°С | Ваг 72' Політило 76' Бамба 81' Мусолітін 90' Гутор 90+3' | протокол звіт відео | Фред 90'           | Стадіон: «Чорноморець» Глядачі: 10 642 Суддя: Юрій Можаровський (Львів) |  |
| «Чорноморець»: Гутор - Ваг, Н'Діайє, Жуніч, Ковалець 58' (Мусолітін ), Хобленко 88' (Васін ), Татарков, Бамба, Зубейко, Третьяков 77' (Мартиненко ), Політило Залишилися в запасі: Смородін, Машнін, Люлька, Антонов Тренер: Олег Дулуб «Шахтар»: П'ятов - Бутко, Хочолава, Фред, Дентіньо 68' (Бернард ), Марлос 76' (Тайсон ), Феррейра, Патрік 59' (Лещук ), Ракицький, Азеведо, Коваленко Залишилися в запасі: Шевченко, Ісмаїлі, Ордець, Степаненко Тренер: Паулу Фонсека |                                                          |                     |                    |                                                                         |  |

| 10 тур 24.09.2017 / неділя | «Карпати» (Львів)                               | 1 : 1               | «Чорноморець» (Одеса)                                | Україна, Львів                                              |  |
| 19:30 EET (UTC+3) +13°С | Мякушко 62' Нестеров 66' Мемешев 79' Ксьонз 88' | протокол звіт відео | Васін 17' Н'Діайє 50' Люлька 54' Ваг 58' Зубейко 74' | Стадіон: «Україна» Глядачі: 1 262 Суддя: Іван Бондар (Київ) |  |
| «Карпати»: Мисак – Лобай, Перейра 46' (Кортеджано ), Нестеров, Ксьонз, Худоб'як , Голодюк, Мякушко, Ді Франко 88' (Акулінін ), Гуцуляк 69' (Мемешев ), Гладкий Залишилися в запасі: Підківка, Чачуа, Кльоц, Карраскаль Тренер: Сергій Зайцев «Чорноморець»: Гутор - Люлька 68' (Татарков ), Мартиненко, Ваг, Жуніч, Зубейко, Бамба 59' (Оріховський ), Політило, Н'Діайє, Васін, Хобленко 84' (Третьяков ) Залишилися в запасі: Смородін, Ковалець, Мусолітін, Антонов Тренер: Олег Дулуб |                                                 |                     |                                                      |                                                             |  |

| 11 тур 01.10.2017 / неділя | «Чорноморець» (Одеса) | 0 : 3               | «Ворскла» (Полтава)                                                    | Україна, Одеса                                                           |  |
| 14:00 EET (UTC+3) +18°С |                       | протокол звіт відео | Кулач 36' Пердута 55' Кадимян 77' Скляр 77' Коломоєць 80' Ткаченко 83' | Стадіон: «Чорноморець» Глядачі: 4 562 Суддя: Костянтин Труханов (Харків) |  |
| «Чорноморець»: Гутор - Політило 59' (Ковалець ), Третьяков, Оріховський, Зубейко, Люлька 66' (Татарков ), Мартиненко, Хобленко, Жуніч, Н'Діайє, Ваг 70' (Машнін ) Залишилися в запасі: Смородін, Каверін, Бамба, Антонов Тренер: Олег Дулуб «Ворскла»: Ткаченко - Дитина, Даллку, Коломоєць 88' (Загорулько ), Матвієнко, Чеснаков , Шарпар, Кулач 78' (Одарюк ), Кадимян 85' (Ткачук ), Скляр, Пердута Залишилися в запасі: Шуст, Сапай, Кравченко, Кобахідзе Тренер: Василь Сачко |                       |                     |                                                                        |                                                                          |  |

Друге коло
| 12 тур 15.10.2017 / неділя | «Чорноморець» (Одеса)                           | 2 : 1               | «Динамо» (Київ)         | Україна, Одеса                                                        |  |
| 19:30 EET (UTC+3) +15°С | Ковалець 14' Хобленко 21' Васін 60' Гутор 90+2' | протокол звіт відео | Кравець 78' Мбокані 82' | Стадіон: «Чорноморець» Глядачі: 9 683 Суддя: Анатолій Абдула (Харків) |  |
| «Чорноморець»: Гутор - Н'Діайє, Жунич, Ковалець, Хобленко (Мусолітін 90'), Бамба, Мартиненко, Люлька , Зубейко, Васін (Третьяков 84'), Політило (Ваг 72') Залишилися в запасі: Смородін, Каверін, Татарков, Оріховський Тренер: Олег Дулуб «Динамо»: Коваль - Піварич, Пантич, Кадар, Морозюк, Шепелєв (Мораес 33'), Гармаш (Кравець 70'), Сидорчук, Буяльський, Гусєв (Бєсєдін 46'), Мбокані Залишилися в запасі: Бущан, Корзун, Миколенко, Кедзьора Тренер: Олександр Хацкевич |                                                 |                     |                         |                                                                       |  |

| 13 тур 22.10.2017 / неділя | «Сталь» (Кам'янське)                                    | 1 : 1               | «Чорноморець» (Одеса)                                              | Україна, Київ                                                     |  |
| 14:00 EET (UTC+3) +12°С | Е.Малакян 29' Е.Малакян 62' (пен.) Мисик 69' Грачов 77' | протокол звіт відео | Бамба 28' Васін 29' Гутор 31' Оріховський 38' Васін 52' Люлька 90' | Стадіон: «Оболонь-Арена» Глядачі: 260 Суддя: Ігор Пасхал (Херсон) |  |
| «Сталь»: Пеньков - Михайличенко, Ткачук, Месхі, Е.Малакян (Якимів 87'), Тимчик, Кузик, Грачов, Климчук (Задерака 72'), Мисик (Книш 86'), Г.Малакян Залишилися в запасі: Зеленський, Данієлян, Копитов, Хоцяновський Тренер: Ніколай Костов «Чорноморець»: Гутор - Васін (Каверін 90+1'), Оріховський (Третьяков 59'), Зубейко, Люлька , Мартиненко, Бамба, Хобленко, Ковалець (Політило 46'), Жуніч, Н'Діайе Залишилися в запасі: Федоренко, Мусолітін, Татарков, Антонов Тренер: Олег Дулуб |                                                         |                     |                                                                    |                                                                   |  |

| 14 тур 30.10.2017 / понеділок | «Чорноморець» (Одеса) | 0 : 0               | «Маріуполь»                       | Україна, Одеса                                                         |  |
| 19:00 EET (UTC+2) +5°С | Люлька 37' Жуніч 60'  | протокол звіт відео | Фомін 22' Кожанов 52' Тищенко 55' | Стадіон: «Чорноморець» Глядачі: 2 756 Суддя: Катерина Монзуль (Харків) |  |
| «Чорноморець»: Гутор - Політило, Васін, Третьяков (Татарков 90+2'), Зубейко, Люлька , Мартиненко, Бамба (Оріховський 41'), Хобленко, Мусолітін (Каверін 90+2'), Жуніч Залишилися в запасі: Федоренко, Алассан, Веремєєв, Антонов Тренер: Олег Дулуб «Маріуполь»: Худжамов - Рудика, Фомін, Болбат (Тотовицький 73'), Білий, Кожанов (Борячук 79'), Танковський, Тищенко, Яворський, Мішнєв (Чурко 87'), Неплях Залишилися в запасі: Гальчук, Насонов, Кирюханцев, Коробенко Тренер: Олександр Бабич |                       |                     |                                   |                                                                        |  |

| 15 тур 04.11.2017 / неділя | «Олександрія»         | 0 : 0               | «Чорноморець» (Одеса)                              | Україна, Олександрія                                          |  |
| 17:00 EET (UTC+2) +12°С | Банада 33' Чорній 84' | протокол звіт відео | Політило 11' Татарков 15' Люлька 52' Н'Діайє 90+1' | Стадіон: КСК «Ніка» Глядачі: 1 608 Суддя: Юрій Грисьо (Львів) |  |
| «Олександрія»: Паньків - Пашаєв, Гітченко , Бондаренко, Бацула (Стецьков 75'), Банада, Довгий, Старенький (Чорній 80'), Грицук, Полярус, Сітало (Куліш 71') Залишилися в запасі: Рудик, Цуріков, Козак, Басов Тренер: Володимир Шаран «Чорноморець»: Гутор - Татарков, Зубейко, Жуніч, Мартиненко, Люлька , Політило (Ваг 90+3'), Н'Діайє, Васін, Ковалець, Хобленко (Третьяков 90+1') Залишилися в запасі: Федоренко, Мусолітін, Каверін, Оріховський, Каплієнко Тренер: Олег Дулуб |                       |                     |                                                    |                                                               |  |

| 16 тур 19.11.2017 / неділя | «Чорноморець» (Одеса)                                                                        | 2 : 1               | «Олімпік» (Донецьк)                                  | Україна, Одеса                                                               |  |
| 19:30 EET (UTC+2) +8°С | Н'Діайє 13' Васін 39' Ваг 43' Ковалець 54' Ковалець 58' Оріховський 75' Ваг 81' Політило 85' | протокол звіт відео | Богданов 56' Кравченко 80' Очігава 85' Очігава 90+3' | Стадіон: «Чорноморець» Глядачі: 3 642 Суддя: Денис Шурман (Київська область) |  |
| «Чорноморець»: Гутор - Політило (Мусолітін 90+2'), Васін , Зубейко (Оріховський 45'), Мартиненко, Татарков, Хобленко (Третьяков 90+1'), Ковалець, Жуніч, Н'Діайє, Ваг Залишилися в запасі: Федоренко, Каверін, Барілко, Каплієнко Тренер: Олег Дулуб «Маріуполь»: Махарадзе - Богданов, Цимбалюк (Доронін 69'), Біленький, Очігава, Шестаков, Шабанов, Прийомов, Сондей (Федорів 46'), Кравченко, Лук'янчук (Поступаленко 46') Залишилися в запасі: Кичак, Емерсон, Хомутов, Мігунов Тренер: Роман Санжар |                                                                                              |                     |                                                      |                                                                              |  |

| 17 тур 26.11.2017 / неділя | «Верес» (Рівне)                                                              | 3 : 1               | «Чорноморець» (Одеса)                             | Україна, Львів                                                           |  |
| 14:00 EET (UTC+2) +4°С | · Карасюк 25' · Волошинович 45' · Сергійчук 54' (пен.) · Степанюк 58' (пен.) | протокол звіт відео | Ваг 19' Оріховський 29' Татарков 35' Хобленко 68' | Стадіон: «Арена Львів» Глядачі: 1 080 Суддя: Костянтин Труханов (Харків) |  |
| «Верес»: Бандура - Адамюк, Степанюк, Сімінін, Сергійчук (Палагнюк 87'), Морозенко (Кучеров 90+2'), Волошинович (Котляр 82'), Борзенко , Западня, Кобін, Карасюк Залишилися в запасі: Когут, Пасіч, Капаррос Руіс Тренер: Юрій Вірт «Чорноморець»: Гутор - Ваг (Мусолітін 78'), Н'Діайє, Жуніч, Ковалець, Хобленко, Татарков, Мартиненко, Люлька , Оріховський (Каверін 46'), Васін Залишилися в запасі: Федоренко, Барілко, Каплієнко, Веремєєв, Третьяков Тренер: Олег Дулуб |                                                                              |                     |                                                   |                                                                          |  |

| 18 тур 02.12.2017 / субота | «Чорноморець» (Одеса)                                                                          | 1 : 1               | «Зоря» (Луганськ)                                               | Україна, Одеса                                                        |  |
| 14:00 EET (UTC+2) +11°С | Васін 17' Хобленко 18' Васін 18' Н'Діайє 45' Жуніч 53' Хобленко 72' Н'Діайє 77' Політило 90+4' | протокол звіт відео | Бабенко 13' Харатін 20' Бабенко 33' Сваток 66' Андрієвський 87' | Стадіон: «Чорноморець» Глядачі: 4 242 Суддя: Віталій Романов (Дніпро) |  |
| «Чорноморець»: Гутор - Н'Діайє, Жуніч (Мусолітін 61'), Ковалець, Хобленко (Каплієнко 85'), Татарков, Бамба (Антонов 68'), Мартиненко, Люлька , Васін, Політило Залишилися в запасі: Федоренко, Каверін, Барілко, Веремєєв Тренер: Олег Дулуб «Зоря»: Лунін - Сухоцький, Сваток, Гордієнко (Гречишкін 76'), Харатін, Андрієвський, Луньов (Фрейтас де Кастільйо 46'), Караваєв , Громов, Бабенко, Опанасенко (Кабаєв 21') Залишилися в запасі: Чуваєв, Сілас, Чеберко Тренер: Юрій Вернидуб |                                                                                                |                     |                                                                 |                                                                       |  |

| 19 тур 09.12.2017 / субота | «Чорноморець» (Одеса) | 3 : 3               | «Зірка» (Кропивницький)                                                  | Україна, Одеса                                                    |  |
| 14:00 EET (UTC+2) +10°С | Бамба 10' Ковалець 25' Хобленко 43' Ваг 45+3' Мартиненко 53' Бамба 57' Зубейко 70' Хобленко 86' Хобленко 90' (пен.) Хобленко 90+3' | протокол звіт відео | Дришлюк 27' Фаворов 45+3' Чичиков 51' Прядун 83' Прядун 88' Драченко 90' | Стадіон: «Чорноморець» Глядачі: 4 246 Суддя: Ігор Пасхал (Херсон) |  |
| «Чорноморець»: Гутор - Політило, Антонов (Мусолітін 90'), Зубейко, Люлька , Мартиненко, Бамба, Татарков, Хобленко, Ковалець (Третьяков 86'), Ваг (Оріховський 55') Залишилися в запасі: Федоренко, Барілко, Веремєєв, Каплієнко Тренер: Олег Дулуб «Зірка»: Паст - Цюпа, Чичиков (Прядун 77'), Ковальов, Рассадкін, Дришлюк (Петров 82'), Оганесян (Збунь 59'), Фаворов, Полегенько, Драченко , Качараба Залишилися в запасі: Льопка, Кастельс, Маліновський, Маткобожик Тренер: Роман Монарьов | |                     |                                                                          |                                                                   |  |

| 20 тур 16.02.2018 / п'ятниця | «Шахтар» (Донецьк)                                                         | 5 : 0               | «Чорноморець» (Одеса)    | Україна, Харків                                                        |  |
| 19:00 EET (UTC+2) -3°С | Феррейра 20' Хочолава 24' Марлос 37' Феррейра 41' Марлос 52' Коваленко 90' | протокол звіт відео | Смірнов 46' Татарков 84' | Стадіон: ОСК «Металіст» Глядачі: 2 189 Суддя: Віталій Романов (Дніпро) |  |
| «Шахтар»: П'ятов - Ісмаїлі, Патрік, Феррейра (Дентіньо 74'), Марлос, Бернард (Коваленко 71'), Тайсон (Бланко-Лещук 81'), Степаненко, Хочолава, Кривцов, Бутко Залишилися в запасі: Кудрик, Додо, Ордець, Зубков Тренер: Паулу Фонсека «Чорноморець»: Новак - Третьяков (Гуті 64'), Зубейко, Іщенко, Мартиненко, Татарков, Бобко, Чорній (Мусолітін 89'), Смірнов, Сільвіо (Семенів 79'), Ваг Залишилися в запасі: Безрук, Жуніч, Романюк, Хамелюк Тренер: Костянтин Фролов |                                                                            |                     |                          |                                                                        |  |

| 21 тур 24.02.2018 / субота | «Чорноморець» (Одеса)                        | 0 : 0               | «Карпати» (Львів)                                                 | Україна, Одеса                                                            |  |
| 14:00 EET (UTC+2) -1°С | Татарков 4' Ваг 29' Ковалець 29' Новак 90+1' | протокол звіт відео | Ді Франко 20' Вербний 29' Сандохадзе 36' Карраскаль 63' Кльоц 69' | Стадіон: «Чорноморець» Глядачі: 4 124 Суддя: Володимир Міланич (Миколаїв) |  |
| «Чорноморець»: Новак - Ваг (Смірнов 48'), Бамба, Жуніч, Зубейко, Гуті (Бобко 46'), Ковалець , Татарков, Третьяков, Чорній, Сільвіо (Семенів 74') Залишилися в запасі: Безрук, Люлька, Романюк, Хамелюк Тренер: Костянтин Фролов «Карпати»: Підківка - Мірошниченко, Сандохадзе, Лобай, Гуцуляк (Кортес 71'), Вербний (Кльоц 60'), Карраскаль, Ді Франко , Швед, Мякушко (Бедоя 83'), Акулінін Залишилися в запасі: Мисак, Лебеденко, Стасишин Тренер: Олег Бойчишин |                                              |                     |                                                                   |                                                                           |  |

| 22 тур 03.03.2018 / субота | «Ворскла» (Полтава)                           | 2 : 1               | «Чорноморець» (Одеса) | Україна, Полтава                                                                             |  |
| 17:00 EET (UTC+2) +1°С | Коломоєць 17' Зубейко 45' (авт.) Даллку 45+2' | протокол звіт відео | Бамба 60' Бамба 78'   | Стадіон: «Ворскла» ім. О. Бутовського Глядачі: 400 Суддя: Віктор Копієвський (Кропивницький) |  |
| «Ворскла»: Шуст - Пердута, Даллку, Чеснаков , Ребенок, Кобахідзе (Гіоргадзе 85'), Шарпар, Скляр, Кадимян (Саків 90+1'), Кулач, Коломоєць (Одарюк 25') Залишилися в запасі: Ткаченко, Черткоєв, Червак, Глущук Тренер: Василь Сачко «Чорноморець»: Новак (Безрук 30') - Зубейко, Ваг, Жуніч, Люлька , Бамба (Матяж 79'), Бобко, Чорній, Третьяков, Сільвіо, Гуті (Семенів 72') Залишилися в запасі: Смірнов, Романюк, Мусолітін, Хамелюк Тренер: Костянтин Фролов |                                               |                     |                       |                                                                                              |  |

#### Другий етап
(за 7-12 місто)
| 23 тур 10.03.2018 / субота | «Олександрія»                       | 0 : 0               | «Чорноморець» (Одеса)               | Україна, Олександрія                                              |  |
| 17:00 EET (UTC+2) +3°С | Банада 5' Гітченко 45+1' Сітало 74' | протокол звіт відео | Ваг 36' Сільвіо 41' Третьяков 90+4' | Стадіон: «Чорноморець» Глядачі: 700 Суддя: Сергій Бойко (Іванків) |  |
| «Олександрія»: Паньків, Банада, Бацула, Грицук, Пашаєв, Сітало, Гітченко , Полярус (Цуріков 65'), Бухал, Пономар (Шастал 70'), Протасов (Старенький 46') Залишилися в запасі: Леванідов, Литвяк, Прокопчук, Стецьков Тренер: Володимир Шаран «Чорноморець»: Безрук, Третьяков, Зубейко, Люлька , Бамба, Татарков, Бобко (Мусолітін 46'), Чорній, Сільвіо (Матяж 70'), Жуніч, Ваг (Смірнов 38') Залишилися в запасі: Кожухар, Романюк, Хамелюк, Семенів Тренер: Костянтин Фролов |                                     |                     |                                     |                                                                   |  |

| 24 тур 17.03.2018 / субота | «Чорноморець» (Одеса) | 0 : 1               | «Сталь» (Кам'янське)            | Україна, Одеса                                                        |  |
| 14:00 EET (UTC+2) +14°С | Смірнов 90'           | протокол звіт відео | Кузик 18' Тіаго 77' Мисик 90+4' | Стадіон: «Чорноморець» Глядачі: 3 945 Суддя: Микола Кривоносов (Київ) |  |
| «Чорноморець»: Безрук, Зубейко, Люлька , Бамба (Бобко 61'), Татарков, Чорній, Смірнов, Сільвіо (Матяж 60'), Семенів, Ковалець, Жуніч (Хамелюк 71') Залишилися в запасі: Суаіб, Романюк, Оріховський, Гуті Тренер: Костянтин Фролов «Сталь»: Пеньков, Якимів (Копитов 63'), Задерака , Ощипко, Еберт (Даніелян 46'), Месхі, Кузик, Грачов, Климчук (Тіаго 77'), Мисик, Джонатан Залишилися в запасі: Єрмолов, Костенко, Хоцяновський, Нурієв Тренер: Ніколай Ніколов |                       |                     |                                 |                                                                       |  |

| 25 тур 31.03.2018 / субота | «Карпати» (Львів)                                                          | 3 : 1               | «Чорноморець» (Одеса)                                    | Україна, Львів                                                     |  |
| 14:00 EET (UTC+2) +12°С | Карраскаль 20' Федецький 45+2' Шевченко 45+2' Швед 51' Швед 69' Санчес 84' | протокол звіт відео | Третьяков 45+2' (пен.) Смірнов 59' Чорній 65' Чорній 72' | Стадіон: «Україна» Глядачі: 1 241 Суддя: Катерина Монзуль (Харків) |  |
| «Карпати»: Шевченко - Мірошниченко, Федецький , Сандохадзе (Лебеденко 27'), Гуцуляк, Вербний, Ербес, ді Франко, Швед (Санчес 71'), Мякушко (Ременюк 85'), Карраскаль Залишилися в запасі: Мисак, Голодюк, Акулінін, Варгас Тренер: Олег Бойчишин «Чорноморець»: Безрук - Люлька , Ваг, Смірнов, Татарков, Бобко, Ковалець, Чорній, Гуті (Сільвіо 69'), Третьяков, Матяж (Хамелюк 80') Залишилися в запасі: Кожухар, Романюк, Оріховський, Мусолітін, Семенів Тренер: Костянтин Фролов |                                                                            |                     |                                                          |                                                                    |  |

| 26 тур 07.04.2018 / субота | «Чорноморець» (Одеса)                                   | 3 : 1               | «Олімпік» (Донецьк)    | Україна, Одеса                                                      |  |
| 17:00 EET (UTC+2) +17°С | Гладкий 24' Гладкий 33' Гладкий 43' Матяж 82' Бобко 84' | протокол звіт відео | Сондей 42' Доронін 53' | Стадіон: «Чорноморець» Глядачі: 3 532 Суддя: Сергій Бойко (Іванків) |  |
| «Чорноморець»: Безрук - Романюк, Жуніч, Смірнов, Люлька , Бобко, Оріховський (Бамба 88'), Татарков (Семенів 73'), Ковалець, Третьяков, Гладкий (Матяж 60') Залишилися в запасі: Кожухар, Соколов, Гуті, Хамелюк Тренер: Костянтин Фролов «Олімпік»: Махарадзе - Кулінич, Парцванія, Іллой-Айєт, Є.Пасіч, Вуковіч, Доронін (Леонідас 60'), Сондей, Хомутов (Балашов 46'), Кісіль, Захарків (Біленький 46') Залишилися в запасі: Кичак, Очігава, Цимбалюк, Снурніцин Тренер: Роман Санжар |                                                         |                     |                        |                                                                     |  |

| 27 тур 15.04.2018 / неділя | «Зірка» (Кропивницький)          | 2 : 1               | «Чорноморець» (Одеса)                                           | Україна, Кропивницький                                          |  |
| 17:00 EET (UTC+2) +21°С | Збунь 2' Білоног 63' Білоног 79' | протокол звіт відео | Третьяков 25' Романюк 47' Татарков 54' Романюк 74' Чорній 90+2' | Стадіон: «Зірка» Глядачі: 1 722 Суддя: Дмитро Кутаков (Бровари) |  |
| «Зірка»: Паст - Чічіков, Петров (Кондраков 83'), Гедж (Дришлюк 71'), Загальский (Авер'янов 78'), Гафаіті, Збунь, Білоног, Полегенько, Драченко , Братков Залишилися в запасі: Медведєв, Кейта, Пепе, Бангура Тренер: Роман Монарьов «Чорноморець»: Безрук, Романюк, Третьяков (Семенів 66'), Оріховський, Люлька , Гладкий, Татарков (Гуті 67'), Бобко, Чорній, Смірнов, Ковалець Залишилися в запасі: Кожухар, Соколов, Бамба, Хамелюк, Мусолітін Тренер: Костянтин Фролов |                                  |                     |                                                                 |                                                                 |  |

| 28 тур 21.04.2018 / субота | «Чорноморець» (Одеса) | 1 : 3               | «Олександрія»                                                                     | Україна, Одеса                                                     |  |
| 14:00 EET (UTC+2) +16°С | Гладкий 48' Бобко 50' | протокол звіт відео | Старенький 7' Грицук 24' (пен.) Довгий 59' Грицук 64' Полярус 77' Запорожан 90+3' | Стадіон: «Чорноморець» Глядачі: 5 321 Суддя: Микола Балакін (Київ) |  |
| «Чорноморець»: Безрук - Третьяков, Оріховський (Хамелюк 85'), Люлька , Гладкий, Татарков (Гуті 70'), Бобко, Чорній (Мусолітін 81'), Смірнов, Ковалець, Жуніч Залишилися в запасі: Новак, Ваг, Бамба, Семенів Тренер: Костянтин Фролов «Олександрія»: Паньків - Старенький (Протасов 64'), Грицук (Пономар 85'), Сітало, Гітченко, Запорожан , Полярус, Цуріков, Довгий (Банада 63'), Бондаренко, Чеботаєв Залишилися в запасі: Леванідов, Шастал, Бухал, Бацула Тренер: Володимир Шаран |                       |                     |                                                                                   |                                                                    |  |

| 29 тур 28.04.2018 / субота | «Сталь» (Кам'янське) | 1 : 2               | «Чорноморець» (Одеса)                | Україна, Київ                                                       |  |
| 17:00 EET (UTC+2) +25°С | Месхі 1' Климчук 22' | протокол звіт відео | Третьяков 25' Ковалець 58' Бобко 65' | Стадіон: «Оболонь-Арена» Глядачі: 340 Суддя: Сергій Бойко (Іванків) |  |
| «Сталь»: Пеньков - Джонатан, Грачов, Ощипко, Еберт, Месхі (Тіаго 77'), Костенко (Хоцяновський 46'), Мисик, Задерака (Копитов 62'), Климчук, Кузик Залишилися в запасі: Сілецький, Якимів, Малакян, Книш Тренер: Ніколай Костов «Чорноморець»: Новак - Романюк, Смирнов, Жуніч, Люлька , Оріховський, Бобко, Татарков (Гуті 85'), Ковалець, Третьяков (Чорній 68'), Гладкий (Бамба 90+2') Залишилися в запасі: Безрук, Ваг, Хамелюк, Штогрін Тренер: Костянтин Фролов |                      |                     |                                      |                                                                     |  |

| 30 тур 05.05.2018 / субота | «Чорноморець» (Одеса)                                           | 1 : 1               | «Карпати» (Львів)                                      | Україна, Одеса                                                  |  |
| 17:00 EET (UTC+2) +29°С | Смірнов 45+1' Оріховський 65' Гладкий 70' Смірнов 76' Бобко 85' | протокол звіт відео | Швед 14' Ербес 26' Нестеров 70' Федецький 70' Швед 79' | Стадіон: «Чорноморець» Глядачі: 3 658 Суддя: Іван Бондар (Київ) |  |
| «Чорноморець»: Новак - Романюк (Зубейко 81'), Третьяков, Оріховський, Люлька , Гладкий, Татарков (Чорній 86'), Бобко, Смірнов, Ковалець, Жуніч Залишилися в запасі: Безрук, Ярмоленко, Бамба, Хамелюк, Семенів Тренер: Костянтин Фролов «Карпати»: Шевченко - Мірошниченко, Федецький , Швед, Мякушко, Ербес (Чачуа 89'), ді Франко (Акулінін 81'), Карраскаль (Санчес 72'), Гуцуляк, Вербний, Нестеров Залишилися в запасі: Мисак, Лебеденко, Лобай, Ременюк Тренер: Олег Бойчишин |                                                                 |                     |                                                        |                                                                 |  |

| 31 тур 12.05.2018 / субота | «Олімпік» (Донецьк)                      | 1 : 0               | «Чорноморець» (Одеса) | Україна, Київ                                                                       |  |
| 17:00 EET (UTC+2) +22°С | Козлов 24' Кулинич 76' Люлька 88' (авт.) | протокол звіт відео | Чорній 17'            | Стадіон: «Динамо» ім. В. Лобановського Глядачі: 490 Суддя: Микола Кривоносов (Київ) |  |
| «Олімпік»: Кичак - Кулинич, Козлов (Немчанінов 64'), Вакуленко, Снурніцин, Цимбалюк, Г. Пасіч, Біленький (Балашов 55'), Леонідас (Кисіль 87'), Очігава, Сондей Залишилися в запасі: Махарадзе, Є. Пасіч, Вуковіч, Гельзін Тренер: Роман Санжар «Чорноморець»: Новак (Безрук 76') - Романюк, Третьяков, Зубейко, Люлька , Гладкий, Татарков, Бобко, Чорній (Матяж 46'), Ковалець, Жуніч Залишилися в запасі: Соколов, Ярмоленко, Бамба, Хамелюк, Мусолітін Тренер: Костянтин Фролов |                                          |                     |                       |                                                                                     |  |

| 32 тур 19.05.2018 / субота | «Чорноморець» (Одеса)                | 1 : 0               | «Зірка» (Кропивницький)                              | Україна, Одеса                                                        |  |
| 17:00 EET (UTC+2) +21°С | Люлька 35' Романюк 51' Третьяков 57' | протокол звіт відео | Петров 12' Збунь 67' Гедж 69' Ямполь 74' Гафаіті 83' | Стадіон: «Чорноморець» Глядачі: 4 355 Суддя: Дмитро Кутаков (Бровари) |  |
| «Чорноморець»: Новак - Романюк, Третьяков, Оріховський, Люлька , Гладкий (Штогрін 88'), Татарков (Чорній 71'), Бобко, Смірнов, Ковалець (Хамелюк 85'), Жуніч Залишилися в запасі: Безрук, Іщенко, Зубейко, Матяж Тренер: Костянтин Фролов «Зірка»: Паст - Ямполь, Чичиков (Кондраков 64'), Петров (Ходаковський 64'), Дрішлюк, Гедж (Загальский 75'), Гафаіті, Збунь, Білоног, Полегенько, Братков Залишилися в запасі: Льопка, Кейта, Авер'янов, Цюпа Тренер: Роман Монарьов |                                      |                     |                                                      |                                                                       |  |

#### Перехідні матчі
Докладніше: Перехідні матчі за право виступати в УПЛ 2018—2019
| 1-й матч 23.05.2018 / середа | «Чорноморець» (Одеса)                          | 1 : 0               | «Полтава»                                                        | Україна, Одеса                                                        |  |
| 19:00 EET (UTC+2) +27°С | Ковалець 3' Ковалець 36' Бобко 62' Новак 90+2' | протокол звіт відео | Крапивний 27' Башлай 35' Голіков 60' Насібулін 67' Дегтярьов 68' | Стадіон: «Чорноморець» Глядачі: 4 124 Суддя: Євген Арановський (Київ) |  |
| «Чорноморець»: Новак - Романюк, Третьяков, Оріховський, Люлька (Зубейко 88'), Гладкий (Матяж 66'), Татарков, Бобко, Смирнов, Ковалець, Жуніч (Іщенко 46') Залишилися в запасі: Безрук, Хамелюк, Чорній, Штогрін Тренер: Костянтин Фролов «Полтава»: Кринський - Насібулін , Парамонов, Крапивний, Покотилюк, Савін (Жичиков 87'), Голіков, Савченко (Мединський 68'), Дегтярьов (Ковпак 71'), Башлай, Іванов Залишилися в запасі: Кучинський, Жук, Сокуренко, Недоля Тренер: Анатолій Безсмертний |                                                |                     |                                                                  |                                                                       |  |

| 2-й матч 27.05.2018 / неділя | «Полтава»                                             | 3 : 0 (дч)          | «Чорноморець» (Одеса)                                                    | Україна, Полтава                                                     |  |
| 17:00 EET (UTC+2) +24°С | Дегтярьов 67' Савченко 97' Башлай 101' Дегтярьов 105' | протокол звіт відео | Оріховський 38' Романюк 64' Смірнов 88' Романюк 110' Зубейко 113' (авт.) | Стадіон: «Локомотив» Глядачі: 3 700 Суддя: Юрій Можаровський (Львів) |  |
| «Полтава»: Кринський - Насібулін , Парамонов, Ковпак (Дегтярьов 66'), Крапивний (Савченко 60'), Покотилюк, Савін (Жичиков 83'), Мединський, Голіков, Башлай, Іванов Залишилися в запасі: Кучинський, Жук, Сокуренко, Міщенко Тренер: Анатолій Безсмертний «Чорноморець»: Новак, Романюк, Третьяков, Оріховський (Матяж 106'), Іщенко, Люлька (Зубейко 25'), Гладкий, Татарков (Чорній 86'), Бобко, Смірнов, Ковалець Залишилися в запасі: Безрук, Мартиненко, Хамелюк, Штогрін Тренер: Костянтин Фролов |                                                       |                     |                                                                          |                                                                      |  |

### Загальна статистика[6]
| Загалом | Загалом | Загалом | Загалом | Загалом | Загалом | Загалом | Загалом | Вдома | Вдома | Вдома | Вдома | Вдома | Вдома | На виїзді | На виїзді | На виїзді | На виїзді | На виїзді | На виїзді |
| І       | В       | Н       | П       | ГЗ      | ГП      | РГ      | О       | В     | Н     | П     | ГЗ    | ГП    | РГ    | В         | Н         | П         | ГЗ        | ГП        | РГ        |
| ------- | ------- | ------- | ------- | ------- | ------- | ------- | ------- | ----- | ----- | ----- | ----- | ----- | ----- | --------- | --------- | --------- | --------- | --------- | --------- |
| 32      | 6       | 11      | 15      | 26      | 49      | −23     | 29      | 4     | 7     | 5     | 16    | 19    | −3    | 2         | 4         | 10        | 10        | 30        | −20       |

## Кубок України
Докладніше: Кубок України з футболу 2017—2018

### Матчі
| 1/8 фіналу 25.10.2017 / середа | «Дніпро-1» (Дніпро)         | 0 : 0 (д.ч.) (8-7 пен.)                                                                    | «Чорноморець» (Одеса)                 | Україна, Дніпро                                                        |  |
| 19:00 EET (UTC+3) +4°С | Польовий 47' Кравченко 120' | протокол звіт відео                                                                        | Зубейко 62' Люлька 107' Хобленко 110' | Стадіон: «Дніпро-Арена» Глядачі: 2 520 Суддя: Олександр Шандор (Львів) |  |
| |                             | Пенальті                                                                                   |                                       |                                                                        |  |
| Кравченко · Логінов · Ляшенко · Супряга · Лопирьонок · Войцеховський · Бровченко · Польовий · Поплавка |                             | Васін · Хобленко · Мартиненко · Політило · Татарков · Жуніч · Зубейко · Мусолітін · Люлька |                                       |                                                                        |  |
| «Дніпро-1»: Юрчук - Кравченко , Польовий, Бровченко, Логінов, Сніжко, Поплавка, Когут (Войцеховський 90+1), Лопирьонок, Супряга, Бєляєв (Ляшенко 117) Залишилися в запасі: Супряга, Шаповалов, Сухар, Хучбаров, Ткаченко Тренер: Дмитро Михайленко «Чорноморець»: Федоренко - Політило, Третьяков (Татарков 77), Зубейко, Люлька , Мартиненко, Бамба, Каверін (Хобленко 46), Мусолітін, Жуніч, Н'Діайє (Васін 45) Залишилися в запасі: Смородін, Веремєєв, Оріховський, Антонов Тренер: Олег Дулуб |                             |                                                                                            |                                       |                                                                        |  |

## Гравці команди в збірних[94]
Докладніше: Список гравців ФК «Чорноморець» Одеса у футбольних збірних
У жовтні 2017 року воротар «Чорноморця» Олександр Гутор був викликаний до першої збірної Білорусі, яка зіграла два матчі відбіркового турніру ЧС-2018 — 7 жовтня проти збірної Нідерландів, та 10 жовтня проти збірної Франції. Гутор потрапив до складу команди, але двічі залишився на лаві запасних. 9 листопаду 2017 року Олександр Гутор потрапив до стартового складу збірної Білорусі, яка програла (1:4) офіційний товариський матч проти збірної Вірменії.  